# Еркович, Борис Никитович
Борис Никитович Ерко́вич (20 сентября 1926, Джанкой, Крымская АССР — 16 мая 2014) — советский футболист, тренер.

## Биография
Родился в 1926 году в крымском Джанкое, русский. В начале Великой Отечественной войны вместе с семьёй был эвакуирован в Северный Казахстан, в 1944 году был призван на фронт красноармейцем, ручной пулемётчик 16-й мотобригады 7-го корпуса 2-го Украинского фронта. Воевал с 10 февраля 1945 года, 15 апреля получил пулевое ранение грудной клетки в 7 километрах от Брно, был контужен, до 25 июня лечился в госпитале, 25 октября демобилизован как нестроевой, после чего вернулся в Казахстан, работал учётчиком в колхозе имени Будённого Булаевского района.
На серьёзном уровне начал заниматься футболом в 1948 году. В первенстве СССР играл в командах класса «Б» из Алма-Аты «Динамо» (1952—1953) и «Кайрат» (1954—1959). После выхода «Кайрата» в класс «А» работал в нём тренером в 1960 году, начальник команды в 1966—1967 годах. Старший тренер команд АДК Алма-Ата (1963), «Восток» Усть-Каменогорск (1964—1965), «Кайрат» (1968, с сентября), «Спартак» Семипалатинск (апрель 1970 — август 1973), «Чкаловец» Новосибирск (сентябрь 1973—1978, 1981).
Участник Спартакиады 1956 года в составе сборной Казахской ССР.
Скончался в 2014 году в возрасте 87 лет.
Сын Валерий также футболист и тренер.

## Награды
- Медаль «За боевые заслуги» (30 мая 1951)
- Медаль «За победу над Германией в Великой Отечественной войне 1941—1945 гг.» (9 мая 1945)
- Орден Отечественной войны II степени (6 апреля 1985)[2]